# Ой гляну я, подивлюся
«Ой гля́ну я, подивлю́ся» — вірш Тараса Шевченка, написаний 1848 року в Орській фортеці.

## Зміст
У вірші відображено переживання поета в перші роки заслання, його тугу за рідним краєм. Шевченко прагнув не втратити віри у звільнення й повернення на Україну. 

## Автоґрафи та публікація
Зберіглося кілька чистових автографів вірша: «Малій книжці» та у «Більшій книжці». Автографи не датовані.
Вірш Датується за місцем автографа у «Малій книжці» серед творів 1848 року та часом перебування Шевченка з 22 червня 1847 до 11 травня 1848 року в Орській фортеці, орієнтовно: січень — початок травня 1848 року, Орська фортеця.
Первісний автограф не відомий. Після повернення Аральської описової експедиції до Оренбурга, орієнтовно наприкінці 1849-го (не раніше 1 листопада) або на початку 1850 року (не пізніше дня арешту поета — 23 квітня) Шевченко переписав вірш з невідомого ранішого автографа до «Малої книжки» (під № 4 до першого зшитка за 1848 рік) між поемою «Варнак» та поезією «Та не дай, Господи, нікому...». Під час перебування у Москві 19 — 25 травня 1858 року Шевченко переписав вірш до «Більшої книжки» після поеми «Варнак» з виправленням у рядках 9 і 11. Вперше надруковано за «Більшою книжкою» у виданнях: «Кобзарь Тараса Шевченка / Коштом Д. Е. Кожанчикова» 1867 року і «Поезії Тараса Шевченка» того ж року.

## Музика
Музику до твору написав М. В. Лисенко.